# Фукусима, Рила
Рила Фукусима (яп. 福島 リラ Фукусима Рира, род. 9 января, 1980 года) — японская модель и актриса, наиболее известная своими ролями в кино и на телевидении. Она снялась в таких фильмах, как супергеройский фильм «Росомаха: Бессмертный» (2013) в роли Юкио, сериал «Стрела» в роли Тацу Ямасиро и «Призрак в доспехах» (2017) в роли гейши в красном одеянии.

## Биография
Изначально пыталась стать модельным агентом в Токио, но вместо этого ей предложили попытаться стать моделью. Её карьера включает работу с множеством лейблов и брендов в различных рекламных кампаниях и издательствах.
Фукусима также снялась в фильме 2013 года «Росомаха: Бессмертный» в роли Юкио, а в 2014 году появилась в драме «Стратег Камбэй» в роли Омити.
В августе 2014 года было объявлено, что Фукусима заменит актрису Девон Аоки в роли Тацу Ямасиро в третьем сезоне телесериала The CW «Стрела».

## Фильмография

### Фильмы
| Гол  | Название                                | Роль            | Примечание             |
| ---- | --------------------------------------- | --------------- | ---------------------- |
| 2010 | «Карма: Очень запутанная история любви» | Рэй             | Короткометражный фильм |
| 2013 | «Росомаха: Бессмертный»                 | Юкио            |                        |
| 2014 | «Сумерки: Сая в Сасаре»                 | Эрика           |                        |
| 2015 | «Гонин сага»                            | Ёити            |                        |
| 2015 | «Воин»                                  | Тасу            | Телефильм              |
| 2016 | «Терраформирование»                     | Сакакибара      |                        |
| 2017 | «Призрак в доспехах»                    | Гейша в красном |                        |
| 2019 | «Слушай Вселенную»                      | Дженнифер Чанг  |                        |
| 2021 | «Аннетт»                                | Медсестра       |                        |

### Телесериалы
| Год             | Название                 | Роль            | Примечание                  |
| --------------- | ------------------------ | --------------- | --------------------------- |
| 2014            | «Стратег Камбеи»         | Омити           |                             |
| 2014            | «Долгое прощание»        | Лили            | Мини-сериал                 |
| 2014–2016; 2019 | «Стрела»                 | Тацу Ямасиро    | 16 эпизодов                 |
| 2015            | «Игра престолов»         | Красная жрица   | Эпизод: «Его Воробейшество» |
| 2017            | «Девушки на миллион йен» | Минами Сиракава |                             |
| 2018            | «Слепая зона»            | Акико           |                             |
| 2020            | «Кастлвания»             | Суми (голос)    | 8 эпизодов                  |
| 2020            | «Спецназ города ангелов» | Рио             |                             |